# Дік Берґстрем
Дік Берґстрем (швед. Dick Bergström, 15 лютого 1886 — 17 серпня 1952) — шведський яхтсмен.
Срібний призер Олімпійських Ігор 1912 року в класі 12 метрів.